# Honda ATV Fever
Honda ATV Fever es un videojuego de carreras todoterreno desarrollado por Beyond Reality Games y publicado por Storm City Games para Wii y Nintendo DS. Fue lanzado el 1 de octubre de 2010 para Wii y el 7 de octubre de 2010 para Nintendo DS. Más tarde fue publicado por Enjoy Gaming para Nintendo DSi y Nintendo 3DS el 19 de junio de 2014 bajo el título ATV Fever.

## Jugabilidad
En ATV Fever se enfrentan pistas desafiantes del mundo y se compite contra los mejores en estadios o en pistas de tierra, todoterreno y a través de montañas traicioneras.
Se elige entre 11 Honda ATV que se adaptan al estilo de carrera y al terreno. Se golpea a los ciclistas si se acercan mucho y se usa el turbo o se salta e interactúa con objetos móviles para alejarse del grupo en cada lugar exótico.

## Recepción
Brian Dumlao de WorthPlaying escribió: "Es realmente una lástima que no todo saliera bien para Honda ATV Fever. Fue bastante impresionante para un título económico porque se veía bien y tenía una cantidad decente de pistas y eventos. Es una lástima que los controles fueran insoportables y el nivel de dificultad tan alto como para hacer que la gente abandonara. Si tienes infinita paciencia, pruébalo como alquiler. De lo contrario, deja de jugarlo a menos que realmente quieras una sesión frustrado".
Sylvain Chatelain de Gamekult escribió: "En el género “no te olvides de perderte”, ATV Fever va camino de convertirse en una referencia. Podría decirse que este juego de carreras embarrado y polvoriento compite con lo peor en conducción todoterreno".